# Gladstone (Michigan)
Gladstone is een plaats (city) in de Amerikaanse staat Michigan, en valt bestuurlijk gezien onder Delta County.

## Demografie
Bij de volkstelling in 2000 werd het aantal inwoners vastgesteld op 5032.
In 2006 is het aantal inwoners door het United States Census Bureau geschat op 5223, een stijging van 191 (3.8%).

## Geografie
Volgens het United States Census Bureau beslaat de plaats een oppervlakte van
20,4 km², waarvan 12,8 km² land en 7,6 km² water. Gladstone ligt op ongeveer 192 m boven zeeniveau.

## Plaatsen in de nabije omgeving
De onderstaande figuur toont nabijgelegen plaatsen in een straal van 52 km rond Gladstone.